# ويليام سوان غارفين
ويليام سوان غارفين (بالإنجليزية: William Swan Garvin)‏ هو صحفي ومُحرِّر وسياسي أمريكي، ولد في 25 يوليو 1806 في الولايات المتحدة، وتوفي في 20 فبراير 1883. حزبياً، نشط في الحزب الديمقراطي. وقد انتخب عضو مجلس النواب الأمريكي.